# Леополдсбюрг
Леополдсбюрг (на нидерландски: Leopoldsburg) е селище в Североизточна Белгия, окръг Хаселт на провинция Лимбург. Намира се на 17 km северно от град Хаселт. Населението му е около 14 400 души (2006).